# ناحیه مرکزی راس‌العین
ناحیه مرکزی راس‌العین (به عربی: ناحیة مرکز رأس العین) یک ناحیه در سوریه است که در منطقه المالکیه واقع شده‌است. ناحیه مرکزی راس‌العین ۱۲۱٬۵۳۶ نفر جمعیت دارد.